# Partie polityczne Słowacji
Partie polityczne Słowacji – na Słowacji istnieje system wielopartyjny. Partie konkurują o miejsca w 150-osobowej Radzie Narodowej. W wyniku wyborów z 2006 reprezentowanych w niej jest 6 ugrupowań.

## Główne partie słowackiej sceny politycznej
- Kierunek – Socjalna Demokracja (słow. SMER - sociálna demokracia, SMER) – założona w 1999 w opozycji do rządu Mikuláša Dzurindy, partia socjaldemokratyczna.
- Słowacka Unia Chrześcijańska i Demokratyczna – Partia Demokratyczna (słow. Slovenská demokratická a kresťanská únia – Demokratická strana, SDKÚ-DS) – powstała w 2006 z połączenia SDKÚ i DS, ma profil centroprawicowy, w gospodarce głosi idee liberalne. Jej przewodniczącym jest wieloletni premier Słowacji – Mikuláš Dzurinda.
- Słowacka Partia Narodowa (słow. Slovenská národná strana, SNS) - reaktywowana w 1989. Partia ideowo bliska nacjonalistom, gospodarczo socjaldemokratom. Jej liderem pozostaje Ján Slota.
- Partia Węgierskiej Koalicji (słow. Strana maďarskej koalície, SMK, węg. Magyar Koalíció Pártja, MKP) – powołana w 1998 do reprezentowania interesów 10% mniejszości węgierskiej z terenów Słowacji. Przewodzi jej Pál Csáky.
- Partia Ludowa – Ruch na rzecz Demokratycznej Słowacji (słow. Ľudová strana - Hnutie za demokratické Slovensko, ĽS-HZDS) – partia Vladimíra Mečiara, założona w 1991, centrolewicowa.
- Ruch Chrześcijańsko-Demokratyczny (słow. Kresťanskodemokratické hnutie, KDH) – utworzona w 1990 partia chadecka. Jej przewodniczącym jest Pavol Hrušovský.

## Lista mniejszych partii słowackich
- Unia – Partia dla Słowacji
- Konserwatywni Demokraci Słowacji
- Most-Híd
- Nadzieja
- Partia Zielonych
- Ruch dla Demokracji
- Słowacka Partia Komunistyczna
- Sojusz Nowego Obywatela
- Świt (partia polityczna)
- Unia Ludowa (Słowacja)
- Wolne Forum

## Partie historyczne
- Partia Demokratycznej Lewicy
- Partia Wolności
- Romska Inicjatywa Obywatelska
- Socjaldemokratyczna Alternatywa
- Socjaldemokratyczna Partia Słowacji
- Społeczeństwo Przeciwko Przemocy